# Koinos (König)
Koinos (altgriechisch Κοῖνος Koínos) soll der zweite König von Makedonien und der Sohn des Karanos gewesen sein. Seine genaue Regierungszeit ist unbekannt.
Nach den antiken Königslisten regierte er 12 Jahre; nach Diodor 28. Zu seiner Regierungszeit fanden die ersten Olympischen Spiele der Antike statt. Sein Nachfolger wurde Tyrimmas.
Die Historizität des Koinos ist aber wie die seines Vaters Karanos in der modernen Forschung umstritten.